# 界中林
界中林（英語：Wood between the Worlds）是C·S·路易斯奇幻小說《納尼亞傳奇》中的虛構地點，只出現在《魔法師的外甥》中。為一個充滿水池的樹林，每個池塘皆通往不同的世界，包括地球、納尼亞和查恩。

## 描述
界中林有著茂密濃厚的樹林，有一道溫暖明亮的綠光照亮該處。該處至少有數十個水池，每個水池都是一個世界的入口，只要有人戴著綠色的魔法戒指進入某個水池，水池便會將他帶入該世界，當有世界毀滅時，通往該世界的水池便會乾涸。在界中林裡，時間好像永遠都停留著，容易讓人昏昏欲睡。
在小說裡，波莉由於觸摸到安德魯舅舅的黃色魔法戒指，因而來到界中林，她很快就在這睡著了。後來狄哥里也到達界中林時，兩人幾乎迷失在這裡，忘了自己的來歷，之後才依稀記起。兩人以黃戒指透過一個水池來到了查恩世界，無意之中將女巫賈迪絲帶到界中林，賈迪絲在這裡變得非常虛弱，兩名孩子的力氣比她還大。後來，創造納尼亞的獅王亞斯藍帶波莉與狄哥里再度來到界中林，告訴他們由於查恩已毀滅及消失，通往該世界的水池亦即乾涸。

## 靈感及取名
「界中林」的名字取自威廉·莫里斯小說《世界之外的森林》，莫里斯是《納尼亞傳奇》作者路易斯最欽佩的作家之一。但這個虛構地點的功能則源自於莫里斯的另一部小說《世界盡頭的井》，另有一些學者認為但丁的《神曲》和阿爾傑農·布萊克伍德的《The Education of Uncle Paul》也影響了路易斯對界中林的創作。

## 影響
《哈利波特》作者J·K·羅琳在BBC紀錄片《哈利波特：一段魔法史》中表示《魔法師的外甥》的界中林是她「讀過的最美妙的奇幻世界」，且「極具參考價值」。
萊夫·格羅斯曼小說《費洛瑞之書：魔法王者》和《費洛瑞之書2：黃金七鑰》中有個名叫「Neitherlands」的地點，同樣是通過水池將各個世界聯繫起來。格羅斯曼承認Neitherlands是受到路易斯小說的界中林啟發，他甚至一度打算將「界中林」寫入他的小說內，但由於其出版商律師的反對才放棄。